# Гюльмисарян, Отари Григорьевич
Отари Григорьевич Гюльмисарян — советский хозяйственный и политический деятель.

## Биография
Родился в 1937 году. Член КПСС.
В 1956—1960 гг. — рабочий Разданского пивзавода.
В 1960—1962 гг. — военнослужащий Советской армии.
В 1962—1966 гг. — рабочий Батумского морского порта.
В 1966—1991 гг. — такелажник, машинист вращающихся печей, секретарь парткома Разданского горно-химического комбината.
Избирался депутатом Верховного Совета СССР 9-го и 10-го созывов. Делегат XXVII съезда КПСС.
Жил в Раздане.

## Награды
- Орден Трудового Красного Знамени[2]
- Орден Трудовой Славы 3 степени[2]